# 梅登黑德
梅登黑德（直译：「「新码头」」）是一個位於英國伯克郡的鎮和非教區地，處在泰晤士河南岸。距離倫敦查令十字以西25.7英里（41.4）。

## 歷史

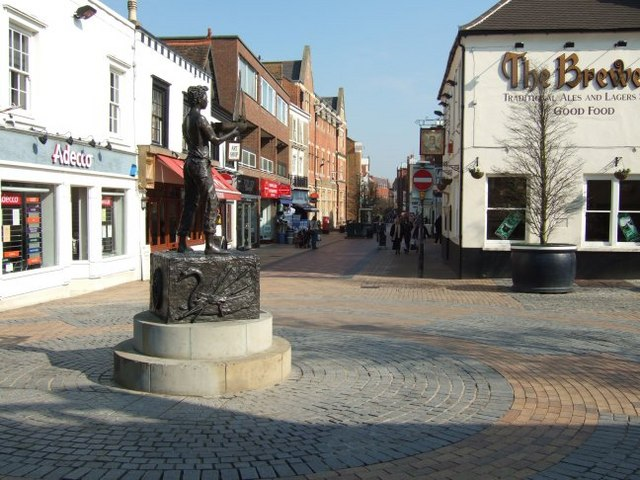
梅登黑德的高街

梅登黑德的历史可能可以追溯到撒克遜時代，其現鎮中心曾被稱為“南埃林頓”（South Ellington），在末日審判書中也被記作埃林頓的一部份。
1290年，梅登黑德建起了橋樑以取代原先的渡口，中世紀時梅登黑德就是圍繞著這條橋發展起來的。幾年後橋边又新建了碼頭，於是當地的名字也改為Maidenhythe（字面意思即是“新碼頭”），此名稱的首次書面記錄可以追溯到1296年。現在梅登黑德的梅登黑德橋建造於1777年。
查理一世在1649年被處決前曾在梅登黑德高街上的灰狗酒館（Greyhound Inn）與他的孩子訣別。
救世軍在1880年代中期在梅登黑德建立了營地，1886年梅登黑德軍樂團由樂隊指揮威廉·托馬斯（William Thomas）建立，此人後來還做了梅登黑德的鎮長。

## 姊妹鎮
梅登黑德與以下地區有姊妹關係：
- 法國聖克盧[5]
- 德国巴特戈德堡
- 義大利弗拉斯卡蒂
- 比利时科特賴克

## 外部連結
- The Royal Borough of Windsor and Maidenhead
- Local community and forum website （页面存档备份，存于）